# Tipke/Kruse
Der Tipke/Kruse ist ein Kommentar zur Abgabenordnung und zur Finanzgerichtsordnung. Er wurde 1961 von Klaus Tipke und Heinrich Wilhelm Kruse begründet und gilt als wichtigstes Standardwerk auf dem Gebiet des Steuerverfahrensrechts in der Bundesrepublik Deutschland. Der Kommentar erscheint im Verlag Dr. Otto Schmidt und ist als Loseblattsammlung und als Onlineversion über juris verfügbar.
Der Tipke/Kruse wird regelmäßig bei Entscheidungen von Finanzgerichten und dem Bundesfinanzhof herangezogen. Teilweise wird ihm streitentscheidender Charakter zugesprochen.
Aktuell zählen neben den beiden Begründern die Steuerrechtler Roman Seer (Professor an der Ruhr-Universität Bochum), Peter Brandis (Richter am Bundesfinanzhof), Klaus-Dieter Drüen (Professor an der Ludwig-Maximilians-Universität München München und Richter am Finanzgericht Düsseldorf) und Matthias Loose (Richter am Bundesfinanzhof) zu den Autoren. Das derzeit rund 9.600 Seiten umfassende Werk enthält eine Kommentierung der Abgabenordnung, der Finanzgerichtsordnung, des Finanzverwaltungsgesetzes sowie des Verwaltungszustellungsgesetzes.